# Johann Nepomuk Zwerger

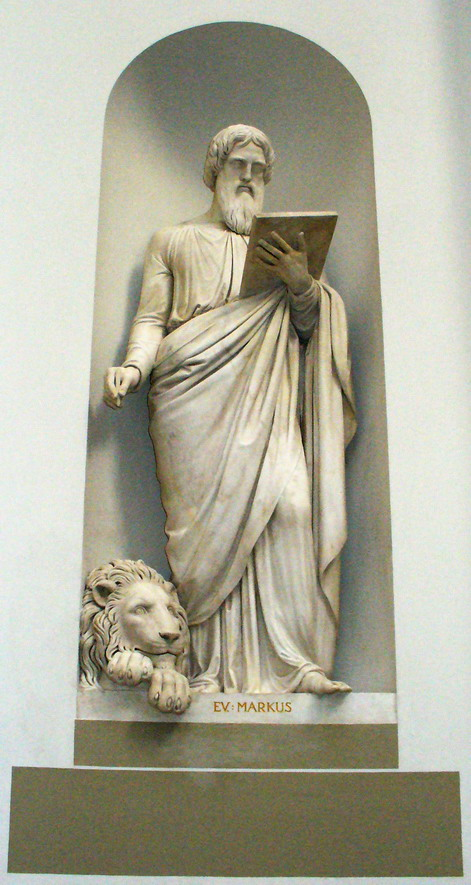
Evangelist Markus in der Grabkapelle auf dem Württemberg

Johann Nepomuk Zwerger (* 28. April 1796 in Donaueschingen; † 26. Juni 1868 in Cannstatt) war ein deutscher Bildhauer und Hochschullehrer.

## Leben und Werk
Der Sohn eines Regierungsangestellten besuchte das Gymnasium in Donaueschingen. Ein Stipendium des Fürsten von Fürstenberg ermöglichte ihm den Aufenthalt im Stuttgarter Atelier von Johann Heinrich Dannecker, wo er das Bildhauerhandwerk erlernte. Dort lernte er 1819 auch den dänischen Bildhauer Bertel Thorvaldsen kennen, den er 1823 in Rom besuchte. Er erhielt von ihm den Auftrag, nach dessen Skizze eine Marmorstatue des Evangelisten Markus für die Grabkapelle auf dem Württemberg der Königin Katharina in Rotenberg auszuführen.
Er fertigte in den darauf folgenden Jahren weitere Marmorarbeiten, die er im Jahr 1830 an das Städelsche Kunstinstitut in Frankfurt am Main brachte, an dessen Kunstschule er einen Lehrauftrag für Modellieren und Bildhauen erhielt. Die Beziehungen zum Städel zogen ihn immer mehr von Stuttgart nach Frankfurt. Das Institut verlieh ihm eine Professur und veranstaltete aufgrund seiner Verdienste um das Institut ihm zu Ehren 1854 eine Jubelfeier. Zwerger wirkte in der Stellung als Lehrer im Städel bis zum Frühjahr 1866, als er aus Altersgründen zurücktrat. Er starb zwei Jahre später in seiner schwäbischen Heimat und wurde auf dem Friedhof Uffkirchhof in Cannstatt bestattet (die Grabstätte in der Abteilung F – jetzt Abteilung 10 – ist allerdings seit 1913 neu, zuletzt von einem Mitglied aus der Daimler-Familie, belegt).
Neben seiner Lehrtätigkeit fertigte Zwerger hauptsächlich Porträtbüsten an, wie die des Freiburger Rotteckdenkmals. Weitere Werke waren ein kolossales Steinkruzifix mit Maria und Johannes auf dem neuen Frankfurter Hauptfriedhof (1840), dem später zwei Engelsköpfe für das Portal folgten, sowie drei Sandsteinfiguren für die Frankfurter Börse. Unter seiner Leitung wurde die von dem Frankfurter Bildhauer Karl Eduard Wendelstadt (1815–1841) begonnene Skulptur Karls des Großen nach Wendelstadts Tod fertiggestellt, die bis zu deren Abriss 1914 auf einem Mittelpfeiler der Alten Brücke in Frankfurt aufgestellt war, dann bis 2011 vor dem Historischen Museum stand und seit der Eröffnung des Neubaus 2017 ihren Platz in der Dauerausstellung gefunden hat. Auf der Alten Brücke steht seit 2016 eine Nachbildung des Originals.

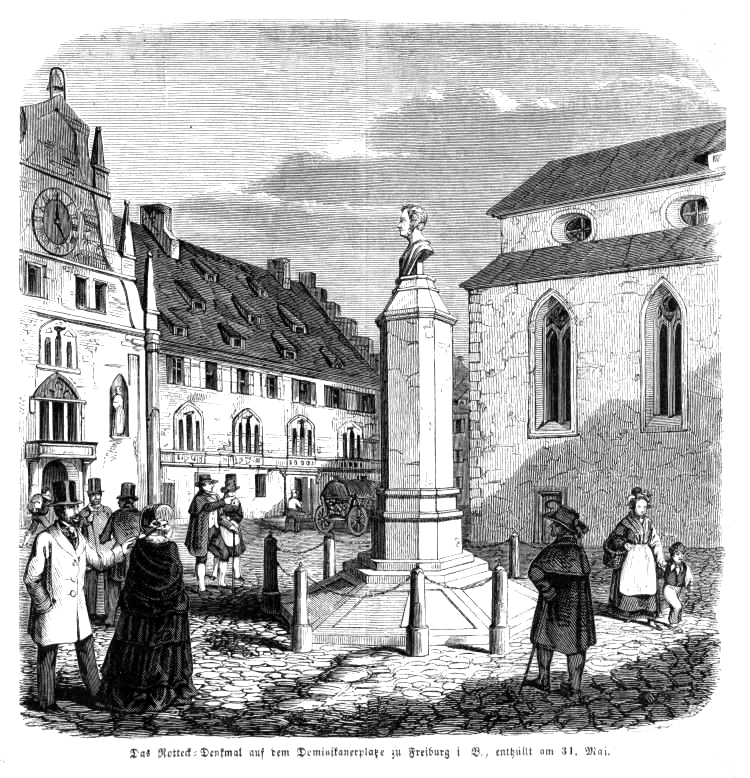
Rotteck-Denkmal, Freiburg
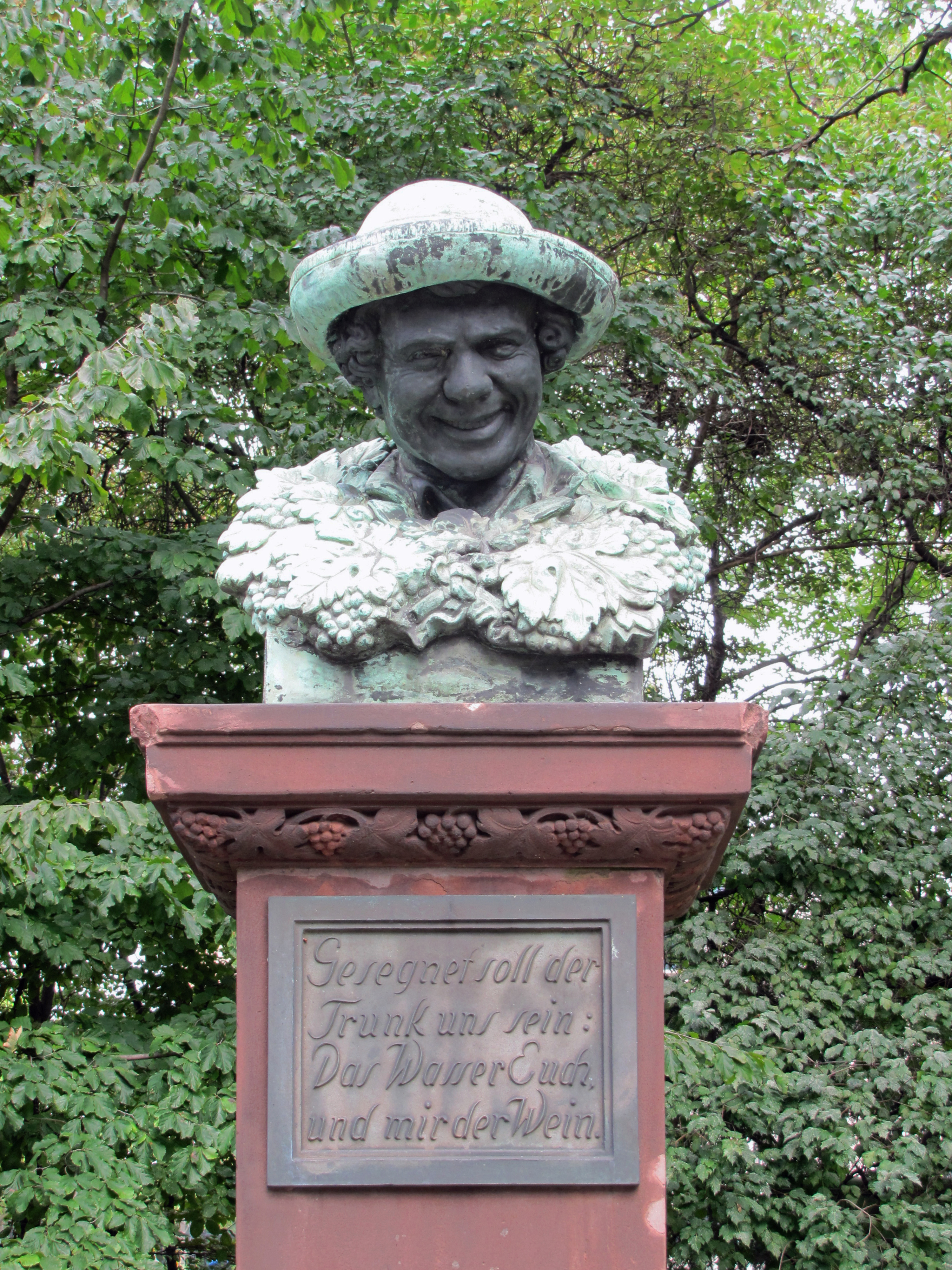
„Lachhannes“ auf dem Winzerbrunnen, Frankfurt
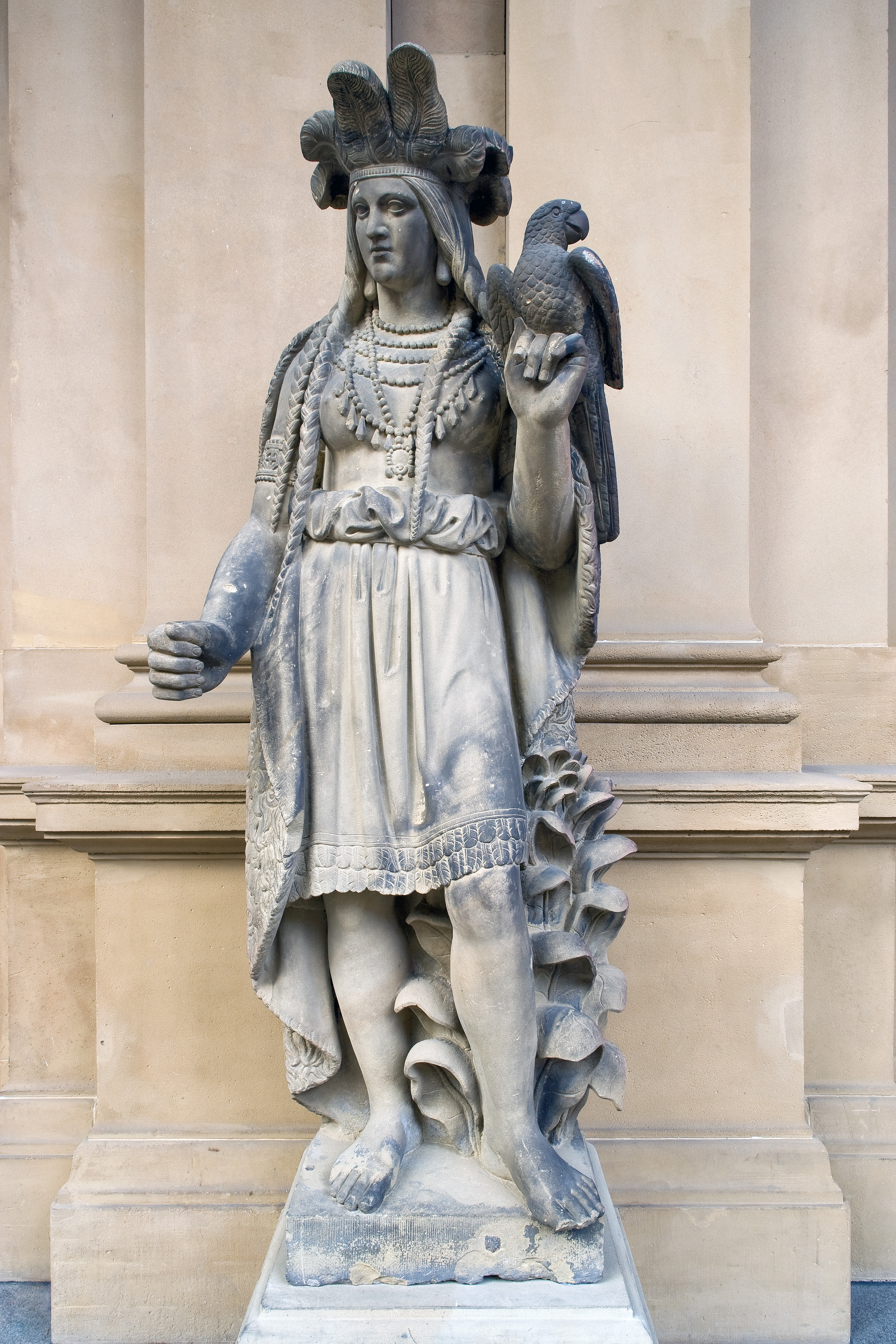
Figur „Amerika“, Alte Börse, Frankfurt
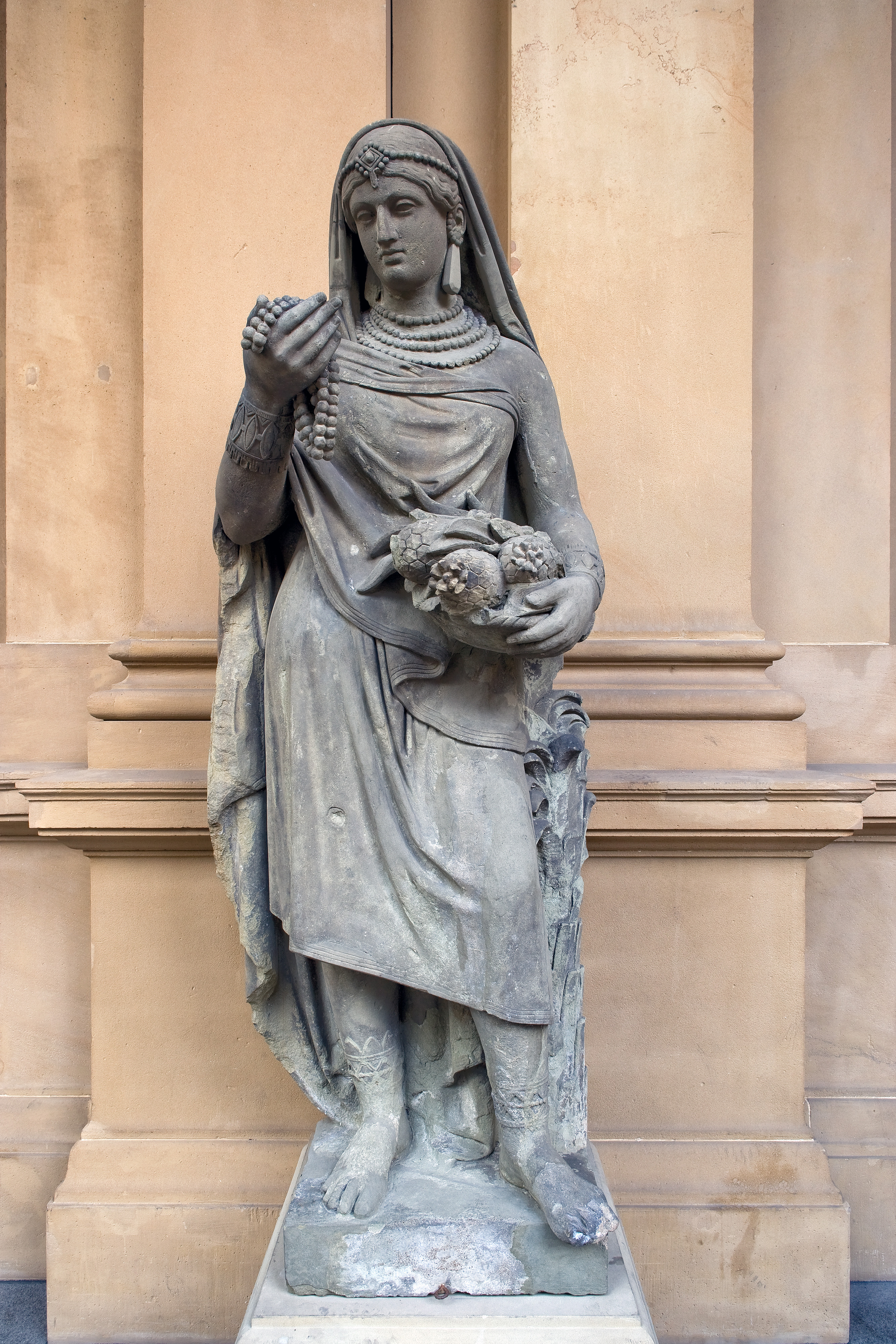
Figur „Asien“, Alte Börse, Frankfurt
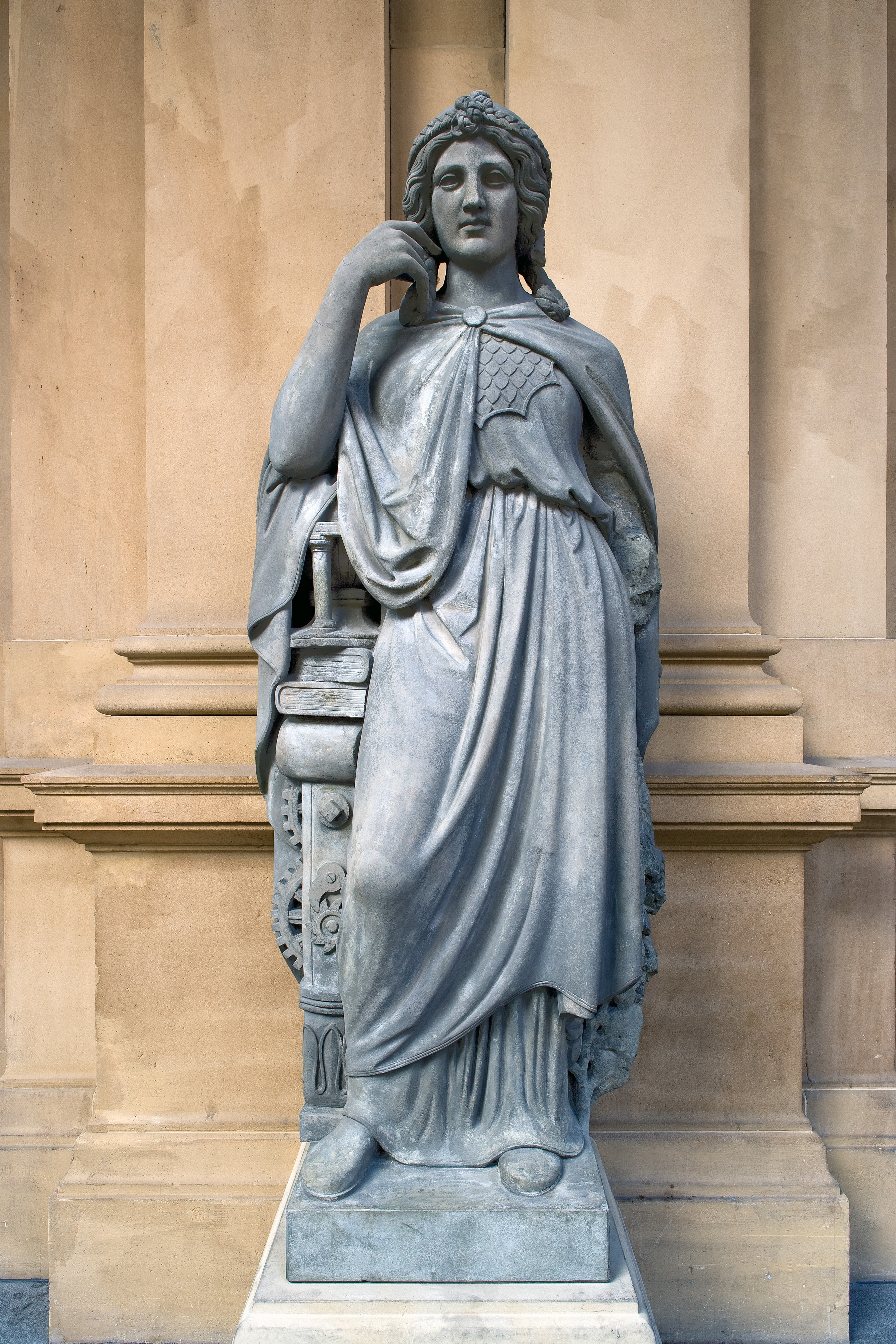
Figur „Europa“, Alte Börse, Frankfurt
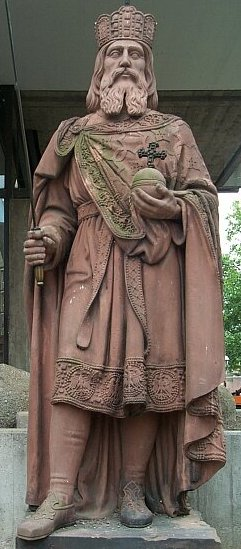
Karl der Große, Frankfurt (von Wendelstadt, fertiggestellt unter Leitung von Zwerger)

## Bekannte Schüler Zwergers
- Gustav Herold (1839–1927)
- Friedrich Schierholz (1840–1894)